# Хоксуорт, Дэвид Лесли
Дэ́вид Ле́сли Хо́ксуорт (англ. David Leslie Hawksworth, род. 1946) — британский миколог-систематик и лихенолог.

## Биография
Родился в Шеффилде в графстве Йоркшир в 1946 году. Учился в Лестерском университете, окончил его в 1967 году со степенью бакалавра. В 1970 году защитил диссертацию доктора философии под руководством Томаса Гэскелла Тютина и Питера Уилфреда Джеймса по теме «Систематические исследования рода лишайников Alectoria, с особым обращением к британским видам».
С 1969 года Хоксуорт работал в Государственном микологическом институте, впоследствии переименованном в Международный микологический институт. С 1983 по 1997 год являлся его директором.
С 2001 года работал в Мадридском университете Комплутенсе.
В 1970 году в соавторстве с Фрэнсисом Роузом опубликовал статью «Качественная шкала оценки загрязнения воздуха диоксидом серы в Англии и Уэльсе с помощью эпифитных лишайников», ставшую одной из первых в истории работ по биоиндикации.
В 2002 году награждён Медалью Ахариуса Международной ассоциации по лихенологии, в 2014 году награждён Медалью Эйнсуорта Международной микологической ассоциации.
Длительное время работал в редакции The Lichenologist и Mycological Research, в настоящее время возглавляет редакцию IMA Fungus и Biodiversity and Conservation.

## Некоторые публикации
- Brodo I. M., Hawksworth D. L. Alectoria and allied genera in North America. — Lund, 1977. — 164 p.
- Alstrup V., Hawksworth D. L. The lichenicolous fungi of Greenland. — Copenhagen, 1990. — 90 p.

## Роды грибов, названные именем Д. Хоксуорта
- Davidhawksworthia Crous, 2016
- Dlhawksworthia Wanas. et al., 2018
- Hawksworthia Manohar. et al., 2004
- Hawksworthiana U.Braun, 1988
- Hawksworthiomyces Z.W.de Beer et al., 2016